# Шеліга Тетяна Леонардівна
Тетяна Леонардівна Шеліга (10 грудня 1948, Київ, Україна — 3 липня 2025) — радянська і українська акторка театру та кіно. Заслужена артистка України (1996). Номінантка на театральну премію «Київська пектораль» (1997) за роль Клотільди у виставі «Фердінандо».

## Життєпис
Народилася 10 грудня 1948 року у місті Київ.
Вступала в театральний виш, отримала відмову. Рік пропрацювала помічницею режисера у дитячій редакції українського ТБ, після чого поїхала вступати знову.
Після закінчення в 1972 році Школи-студії (ВНЗ) ім. Немировича-Данченка при МХАТ (Москва) (майстерня професора В. К. Монюкова) поїхала до Севастополя.
24 роки пропрацювала в Севастопольському театрі російської драми, де зіграла, за власними словами, ролі, про які можна було тільки мріяти.
З 1995 по 2010 рік працювала в Національному академічному театрі Російської драми імені Лесі Українки.
14 вересня 1996 року Указом Президента України їй присвоєно звання «Заслужений артист України».
Померла 3 липня 2025 року.

## Фільмографія
- 1972 — Нежданий гість — Паша
- 1973 — Про Вітю, про Машу і морську піхоту — мама Міші
- 1988 — Проводимо експеримент — Смирнова
- 1989 — Наше містечко — місіс Соумс
- 1990 — Чоловік собаки Баскервілів — лікарка «швидкої допомоги»
- 1990 — Невідомі сторінки з життя розвідника — епізод
- 1991 — Закоханий манекен — двірничка
- 1993 — Ніч запитань — Таня
- 1997 — Приятель небіжчика — прибиральниця на пошті
- 1999 — Аве Марія — завідувачка гінекологічним відділенням
- 2001 — Леді Безхатченко — мати Клецова
- 2002 — Атлантида — Ірина Іванівна
- 2002 — Життя продовжується — Галя (в титрах не зазначена)
- 2003 — За двома зайцями — Валя, торгівчиня квітами
- 2004 — І світ мене не впіймав... — імператриця Катерина ІІ
- 2005 — Далеко від Сансет бульвару — Ада Миколаївна
- 2005 — Пригоди Вєрки Сердючки — Леся, вчителька малювання
- 2006 — П'ять хвилин до метро
- 2006 — Сьоме небо — сусідка Лідії
- 2008 — Тяжіння — Серафима Львівна
- 2008 — Попелюшка з острова Джерба
- 2011 — Білі троянди надії — тітка Саша
- 2011 — Повернення Мухтара-7 — Надія Петрівна
- 2011 — Хто кому хто — Олена Василівна
- 2011 — Ліки для бабусі — Марія Семенівна, мама Павлика
- 2011 — Сім верст до небес
- 2011 — Терміново шукаю чоловіка
- 2012 — Страшна красуня — Валентина Степанівна
- 2013 — Даша — Клавдія Филипівна
- 2013 — Два Івани — прибиральниця
- 2014 — Київський торт
- 2014 — Поки станиця спить — господарка
- 2014 — 2018 — Коли ми вдома — Надія Бакуліна
- 2016 — Центральна лікарня — бабуся Петі
- 2016 — Чорна квітка — пасажирка в автобусі
- 2019 — Не жіноча робота

## Ролі в театрі
Національний академічний театр російської драми імені Лесі Українки
- 1996 — «Фердінандо» Аннибале Ручелло; реж. Вадим Михалевич — Клотільда
- 1996 — «Любов студента»
- 2001 — «И всё это было… и всё это будет»
- 2002 — «Push Up 1—3»; реж. Дмитро Богомазов
- 2004 — «Немного нежности»; реж. Ірина Дука — Нанда
- 2006 — «Дон Кіхот. 1938 рік» п'єса Михайла Булгакова за романом Мігеля Сервантеса; реж. Михайло Резнікович — Дуенья Родрігес

Київський драматичний театр «Браво»
- 1997 — «Кадриль… семейная»; реж. Ірина Дука — Макіївна
- 2000 — «Жахливі батьки»; реж. Станіслав Мойсеєв — Івонна

Національний академічний драматичний театр імені Івана Франка
- 2009 — «Міщанин-шляхтич» за п'єсою Мольєра; реж. Лев Сомов

Продюсерський центр «Колізей»
- 2019 — «Нареченого викликали, дівчата?»; реж. Володимир Борисюк